# Sông Dinh (Nghệ An)
Sông Dinh là phụ lưu cấp 1 của Sông Hiếu trong hệ thống sông Lam, chảy ở huyện Quỳ Hợp và Nghĩa Đàn tỉnh Nghệ An, Việt Nam .
Sông Dinh bắt nguồn từ các phụ lưu hợp thành ở huyện Quỳ Hợp, trong đó lớn nhất là Nậm Nọc, Huổi Huống và Nậm Chông .
Từ thị trấn Quỳ Hợp sông chảy hướng đông, đổ vào Sông Hiếu ở ngã ba sông, ranh giới 3 xã Nghĩa Hưng, Nghĩa Thịnh, Nghĩa Liên huyện Nghĩa Đàn.